# Polska na Letnich Igrzyskach Olimpijskich 1928
| Występy Polaków na Letnich Igrzyskach Olimpijskich 1928 |     |       |        |      |      |      |      |      |      |        |
| Sportowcy                                               | Lp. | złoto | srebro | brąz | 4 m. | 5 m. | 6 m. | 7 m. | 8 m. | Punkty |
| 79                                                      | 21. | 1     | 1      | 3    | 2    | 4    | 1    | 1    | 2    | 66     |

Podczas Letnich Igrzysk Olimpijskich 1928 Polska zdobyła swój pierwszy złoty medal olimpijski – w rzucie dyskiem zdobyła go Halina Konopacka.

## Opis
Reprezentanci Polski startowali w 10 dyscyplinach. Tylko w pływaniu, żeglarstwie i pięcioboju nowoczesnym  nie udało się im ani razu zająć miejsca w pierwszej ósemce. Polacy zdobyli łącznie 5 medali. Brązowe wywalczyli: wioślarze – czwórka ze sternikiem (Franciszek Bronikowski, Edmund Jankowski, Leon Birkholz, Bernard Ormanowski i Bolesław Drewek), drużyna szermierzy w konkurencji szabla (Tadeusz Friedrich, Kazimierz Laskowski, Władysław Segda, Adam Papée, Aleksander Małecki i Jerzy Zabielski) pokonując w walce o 3 miejsce Niemców 9:7 oraz drużyna jeźdźców w konkurencji WKKW (Karol Rómmel, Józef Trenkwald, Michał Woysym-Antoniewicz). Srebrny medal wywalczyła drużyna jeźdźców w konkurencji skoków przez przeszkody ulegając jedynie drużynie Hiszpanii. W skład drużyny wchodzili Michał Woysym-Antoniewicz, Kazimierz Gzowski oraz Kazimierz Szosland. Pierwszy złoty medal olimpijski w historii Polski wywalczyła Halina Konopacka w konkurencji rzutu dyskiem. Uzyskała ona rezultat 39,62 metra co dało jej również rekord świata. Na 2 i 3 miejscu uplasowały się reprezentantki USA. Tak pisała o tym sukcesie prasa: A więc spełniły się nasze nadzieje i marzenia. Czerwono-biały sztandar Polski zatrzepotał na głównym maszcie olimpijskim, 20 tys. widzów stadionu amsterdamskiego wysłuchało Mazurka Dąbrowskiego. Zadecydował o tym rzut dyskiem Haliny Konopackiej, która za jednym zamachem zdobyła laur olimpijski i pobiła swój rekord świata. W kraju występy Polaków uważano za ogromny sukces, świadczą o tym tytuły prasowe: Sztandar Polski po siedmiokroć na maszcie zwycięstwa czy Mocarstwowe stanowisko Polski w sporcie międzynarodowym. Sportowców witano jak bohaterów. Halina Konopacka została wybrana na sportowca roku 1928 w plebiscycie „Przeglądu Sportowego”.
Lekarzem towarzyszącym kadry polski na IO 1928 był por. lek. Józef Mazurek.

## Zdobyte medale
| Medale według dni | Medale według dni | Medale według dni | Medale według dni | Medale według dni | Medale według dni | Medale według dni |
| ----------------- | ----------------- | ----------------- | ----------------- | ----------------- | ----------------- | ----------------- |
| Dzień             | Data              |                   |                   |                   |                   |                   |
| Dzień 0           | 28.07             | —                 | —                 | —                 | —                 |                   |
| Dzień 1           | 29.07             | 0                 | 0                 | 0                 | 0                 |                   |
| Dzień 2           | 30.07             | 0                 | 0                 | 0                 | 0                 |                   |
| Dzień 3           | 31.07             | 1                 | 0                 | 0                 | 1                 |                   |
| Dzień 4           | 01.08             | 0                 | 0                 | 0                 | 0                 |                   |
| Dzień 5           | 02.08             | 0                 | 0                 | 0                 | 0                 |                   |
| Dzień 6           | 03.08             | 0                 | 0                 | 0                 | 0                 |                   |
| Dzień 7           | 04.08             | 0                 | 0                 | 0                 | 0                 |                   |
| Dzień 8           | 05.08             | 0                 | 0                 | 0                 | 0                 |                   |
| Dzień 9           | 06.08             | 0                 | 0                 | 0                 | 0                 |                   |
| Dzień 10          | 07.08             | 0                 | 0                 | 0                 | 0                 |                   |
| Dzień 11          | 08.08             | 0                 | 0                 | 0                 | 0                 |                   |
| Dzień 12          | 09.08             | 0                 | 0                 | 2                 | 2                 |                   |
| Dzień 13          | 10.08             | 0                 | 0                 | 0                 | 0                 |                   |
| Dzień 14          | 11.08             | 0                 | 0                 | 1                 | 1                 |                   |
| Dzień 15          | 12.08             | 0                 | 1                 | 0                 | 1                 |                   |

| Medal  | Zawodnik | Dyscyplina    | Konkurencja                      | Rezultat    | Data        |
| ------ | --- | ------------- | -------------------------------- | ----------- | ----------- |
| Złoto  | Halina Konopacka                                                                                                | Lekkoatletyka | rzut dyskiem                     | 39,62       | 31 lipca    |
| Srebro | Michał Woysym-Antoniewicz na koniu Readgleadt Kazimierz Gzowski na koniu Mylord Kazimierz Szosland na koniu Ali | Jeździectwo   | skoki przez przeszkody drużynowo | 8           | 12 sierpnia |
| Brąz   | Leon Birkholz Franciszek Bronikowski Edmund Jankowski Bernard Ormanowski Bolesław Drewek (sternik)              | Wioślarstwo   | czwórka ze sternikiem            | 7:12,8      | 9 sierpnia  |
| Brąz   | Tadeusz Friedrich Kazimierz Laskowski Aleksander Małecki Adam Papée Władysław Segda Jerzy Zabielski             | Szermierka    | szabla drużynowo                 | 1-1 (11:21) | 9 sierpnia  |
| Brąz   | Michał Woysym-Antoniewicz na koniu Moja Miła Karol Rómmel na koniu Doneuse Józef Trenkwald na koniu Lwi Pazur   | Jeździectwo   | WKKW drużynowo                   | 5067,92     | 11 sierpnia |

## Występy Polaków

### Boks
- Stefan Glon – waga kogucia, przegrał 1. walkę (1. eliminacja)
- Jan Górny – waga piórkowa, odpadł w ćwierćfinale (5.-8. miejsce)
- Witold Majchrzycki – waga lekka, przegrał 2. walkę (2. eliminacja)
- Jerzy Snoppek – waga średnia, przegrał 1. walkę (2. eliminacja)

### Jeździectwo
- Kazimierz Gzowski – konkurs skoków, 4.-5. miejsce
- Kazimierz Szosland – konkurs skoków, 13. miejsce
- Michał Woysym-Antoniewicz – konkurs skoków, 20. miejsce; WKKW, 19. miejsce
- Józef Trenkwald – WKKW, 25. miejsce
- Karol Rómmel – WKKW, 26. miejsce
- Drużyna (Gzowski, Szosland, Woysym-Antoniewicz) – konkurs skoków, 2. miejsce (srebrny medal)
- Drużyna (Woysym-Antoniewicz, Trenkwald, Rómmel) – WKKW, 3. miejsce (brązowy medal)

### Kolarstwo
- Józef Lange – tor, 1000 m ze startu zatrzymanego, 6.-7. miejsce
- Jerzy Koszutski – tor, sprint, 5.-8. miejsce
- Józef Lange, Józef Oksiutycz, Alfred Reul, Jan Zybert – tor, 4000 m na dochodzenie, 5.-8. miejsce
- Stanisław Podgórski, Ludwik Turowski – tor, tandemy, odpadli w eliminacjach (5.-8. miejsce)
- Eugeniusz Michalak – szosa, 49. miejsce
- Józef Stefański – szosa, 54. miejsce
- Stanisław Kłosowicz – szosa, 57. miejsce
- Julian Popowski – szosa, 61. miejsce
- Drużyna (Michalak, Stefański, Kłosowicz, Popowski) – szosa, 13. miejsce

### Lekkoatletyka
- Gertruda Kilos – 800 m, 8. miejsce
- Otylia Tabacka – 800 m, odpadła w eliminacjach
- Halina Konopacka – rzut dyskiem, 1. miejsce (złoty medal)
- Genowefa Kobielska – rzut dyskiem, 8. miejsce
- Stefan Kostrzewski – 400 m, odpadł w eliminacjach; 400 m przez płotki, odpadł w półfinale
- Klemens Biniakowski – 400 m, odpadł w eliminacjach
- Zygmunt Weiss – 400 m, odpadł w eliminacjach
- Feliks Żuber – 400 m, odpadł w eliminacjach
- Feliks Malanowski – 800 m, odpadł w eliminacjach
- Czesław Foryś – 1500 m, odpadł w eliminacjach
- Józef Jaworski – 1500 m, odpadł w eliminacjach
- Wojciech Trojanowski – 110 m przez płotki, odpadł w eliminacjach
- Zygmunt Weiss, Feliks Malanowski, Klemens Biniakowski, Stefan Kostrzewski – sztafeta 4 × 400 m, odpadła w eliminacjach
- Zdzisław Nowak – skok w dal, 33. miejsce
- Józef Baran-Bilewski – rzut dyskiem, 18. miejsce
- Antoni Cejzik – dziesięciobój, 18. miejsce

### Pięciobój nowoczesny
- Zenon Małłysko – 12. miejsce
- Stefan Szelestowski – 26. miejsce
- Franciszek Koprowski – 34. miejsce

### Pływanie
- Rozalia Kajzer-Piesiur – 200 m stylem klasycznym, odpadła w eliminacjach
- Władysław Kuncewicz – 100 m stylem dowolnym, odpadł w eliminacjach

### Szermierka
- Władysław Segda – floret, odpadł w eliminacjach
- Tadeusz Friedrich, Kazimierz Laskowski, Aleksander Małecki, Adam Papée, Władysław Segda, Jerzy Zabielski – szabla, 3. miejsce (brązowy medal)

### Wioślarstwo
- Franciszek Bronikowski, Edmund Jankowski, Leon Birkholz, Bernard Ormanowski, Bolesław Drewek (sternik) – czwórki ze sternikiem, 3. miejsce (brązowy medal)
- Otton Gordziałkowski, Stanisław Urban, Andrzej Sołtan-Pereświat, Marian Wodziański, Janusz Ślązak, Wacław Michalski, Józef Łaszewski, Henryk Niezabitowski, Jerzy Skolimowski (sternik) – ósemki, 4. miejsce

### Zapasy

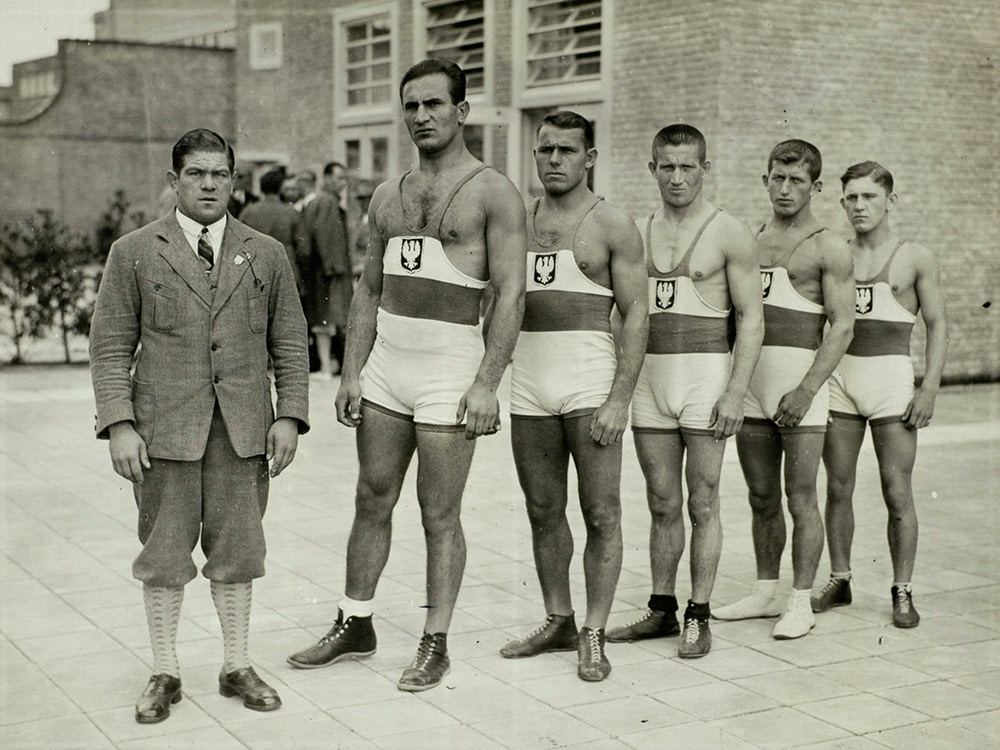
Polska drużyna zapaśnicza

- Henryk Ganzera – styl klasyczny, waga kogucia, 17.-19. miejsce
- Leon Mazurek – styl klasyczny, waga piórkowa, 17.-20. miejsce
- Ryszard Błażyca – styl klasyczny, waga lekka, 7. miejsce
- Jan Gałuszka – styl klasyczny, waga półciężka, 12. miejsce

### Żeglarstwo
- Władysław Krzyżanowski (1. wyścig), Adam Wolff (pozostałe wyścigi) – jolki 12 stóp, 18. miejsce